# Petr Němec (1971)
Petr Němec (* 1. listopadu 1971) je bývalý český fotbalový útočník.

## Hráčská kariéra
V československé nejvyšší soutěži zasáhl na podzim 1991 do 1 utkání v dresu SKP Union Cheb, v němž neskóroval.
Druhou nejvyšší soutěž hrál za LeRK Brno, Baník Havířov a FC Vítkovice, od roku 1999 působil v Německu.

## Ligová bilance
| Ročník                                   | Zápasy | Góly | Minuty | Klub          |
| ---------------------------------------- | ------ | ---- | ------ | ------------- |
| 1. československá fotbalová liga 1991/92 | 1      | 0    | –      | Union Cheb    |
| 2. česká fotbalová liga 1993/94          | –      | 2    | –      | LeRK Brno     |
| 2. česká fotbalová liga 1993/94          | –      | 1    | –      | Baník Havířov |
| 2. česká fotbalová liga 1994/95          | –      | 7    | –      | Baník Havířov |
| 2. česká fotbalová liga 1995/96          | 29     | 5    | –      | Baník Havířov |
| 2. česká fotbalová liga 1996/97          | 29     | 1    | –      | FC Vítkovice  |
| 2. česká fotbalová liga 1997/98          | 28     | 0    | –      | FC Vítkovice  |
| 2. česká fotbalová liga 1998/99          | 26     | 6    | –      | FC Vítkovice  |
| CELKEM 1. LIGA                           | 1      | 0    | –      |               |